# Cupom fiscal
No Brasil, o cupom fiscal é um documento fiscal equivalente à nota fiscal, diferenciando-se desta por ter que ser emitido por impressora fiscal especial, o Emissor de Cupom Fiscal. O cupom fiscal, que substitui a Nota Fiscal de Venda ao Consumidor para todos os efeitos, é facilmente identificável, pois nele sempre estará impressa a expressão "Cupom Fiscal". Com o cupom fiscal (assim como com a nota fiscal), o adquirente do bem (cidadão, empresa, ou poder público) tem a sua compra corretamente formalizada.
O cupom fiscal é contado através de uma série de números, como o contador de cupom fiscal (CCF) e o contador de ordem de operação (COO), sendo que o COO permanece inalterado nos casos de emissão de segunda via, já o CCF sempre é sempre incrementado, mesmo que a emissão seja cancelada.

## Obrigatoriedade de emissão
A emissão de cupom fiscal é obrigatória para as empresas brasileiras que faturem pelo menos R$120.000 em um ano. Os interessados em emitirem cupons devem contatar uma empresa que esteja creditada pelo Conselho Nacional de Política Fazendária (CONFAZ) para a venda de equipamento emissor de cupom fiscal. Emissores comprados em empresas não certificadas não serão validados.

## O futuro do cupom fiscal
Em grande parte dos estados o cupom fiscal está caindo em desuso, passando a ser substituído aos poucos por um novo tipo de documento: o NFC-e. Em estados como o Rio Grande do Sul por exemplo, o cupom fiscal já foi substituído pelo NFC-e, e todos os comércios varejistas, independente do faturamento, já passaram a ser obrigados a emitir o cupom fiscal a partir de 2018.
Segundo o site da NFC-e a maior vantagem do contribuinte emissor de NFC-e sobre a emissão do cupom fiscal consiste no custo de implementação. Além do sistema emissor de NFC-e sua empresa pode imprimir este documento de qualquer impressora que não seja fiscal, o que não é o caso do cupom fiscal, já que esse precisa ser impresso através de uma impressora térmica fiscal obrigatoriamente. A impressora térmica fiscal para emissão do cupom fiscal tem um custo entre mil e quinhentos e dois mil reais, uma grande desvantagem para o empreendedor. Este custo cai para um terço no caso do NFC-e. As notas fiscais podem ser consultadas pelo código de acesso no site da secretaria da fazendo do estado do emissor da nota.